# Streptogramină

Structura chimică a streptograminei A

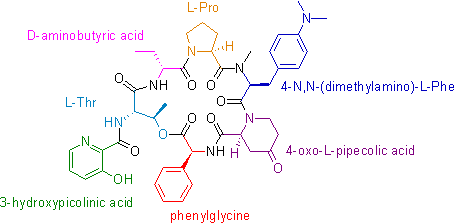
Structura chimică a streptograminei B

Streptograminele (denumite și sinergistine) reprezintă o clasă de antibiotice.
Streptograminele sunt utilizate în tratamentul infecțiilor produse de stafilococ auriu vancomicino-rezistent (VRSA) și enterococ vancomicino-rezistent (VRE). Există două tipuri: streptogramine A și streptogramine B.
Exemple includ:
- Chinupristină/dalfopristină, combinație
- Pristinamicină
- Virginiamicină
- Flopristin/linopristină (NXL 103), o streptogramină aflată în studii clinice pentru tratamentul infecțiilor de tract respirator.[3][4]